# آيت بويحيى (آيت بويحيى الحجامة)
آيت بويحيى هي إحدى مشيخات المملكة المغربية، تتبع جغرافيا لإقليم الخميسات وإداريًا لآيت بويحيى الحجامة. يقدر عدد سكانها بـ 3739 نسمة حسب الإحصاء الرسمي للسكان والسكنى لسنة 2004.